# Betula humilis
Betula humilis är en björkväxtart som beskrevs av Franz von Paula Schrank. Betula humilis ingår i släktet björkar, och familjen björkväxter. Inga underarter finns listade.
Arten förekommer i bergstrakter från Centraleuropa (Tyskland) till östra Asien. Den når till exempel ryska Sibirien, Koreahalvön och Mongoliet. Betula humilis växer i regioner som ligger 1400 till 1800 meter över havet. Habitatet är ofta träskmarker eller myr men arten hittas även i fuktiga skogar. Denna björk kan odlas i vanliga trädgårdar.
Betula humilis är allmänt utformad som en buske med en höjd upp till tre meter.

## Bildgalleri

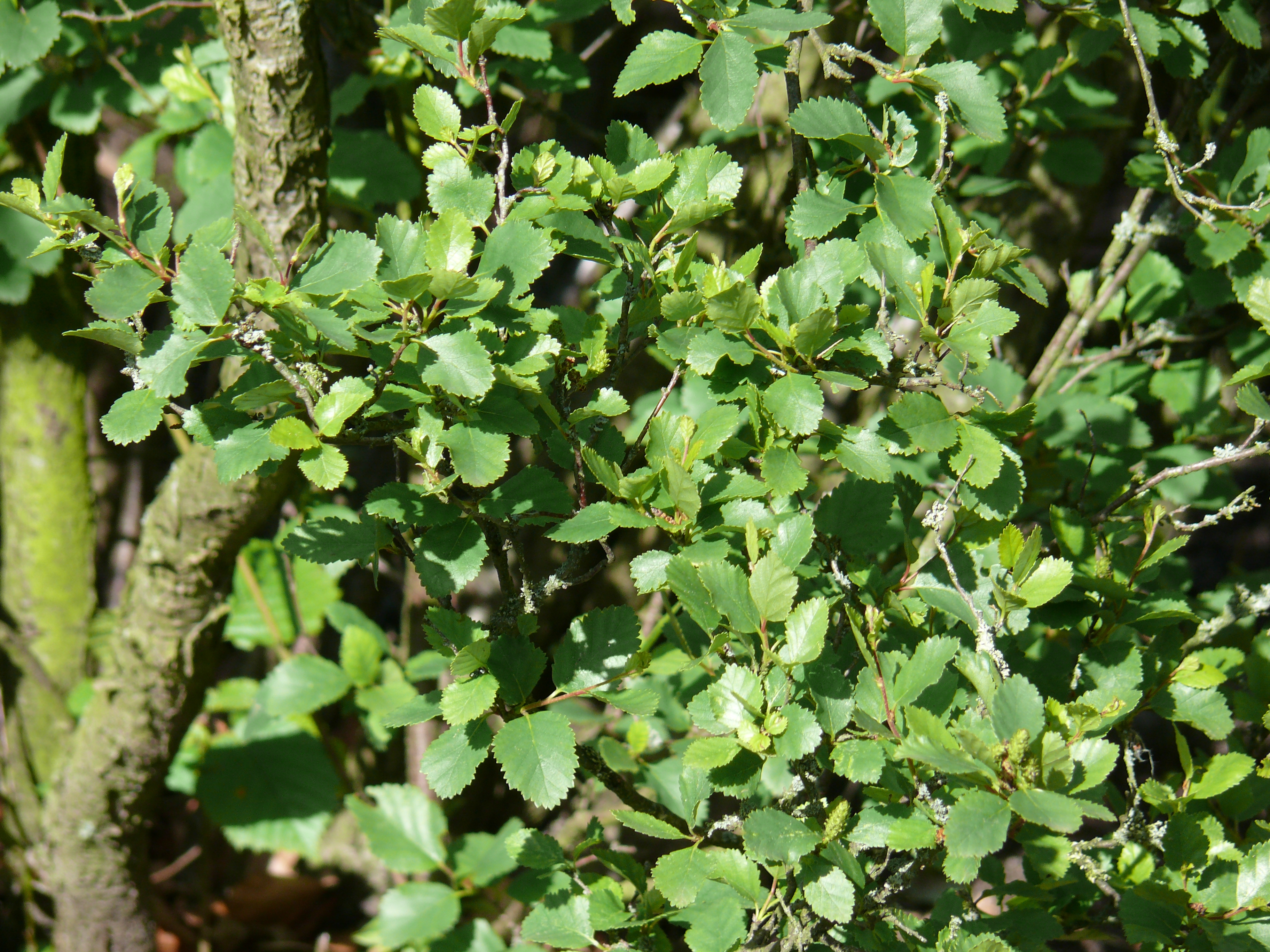
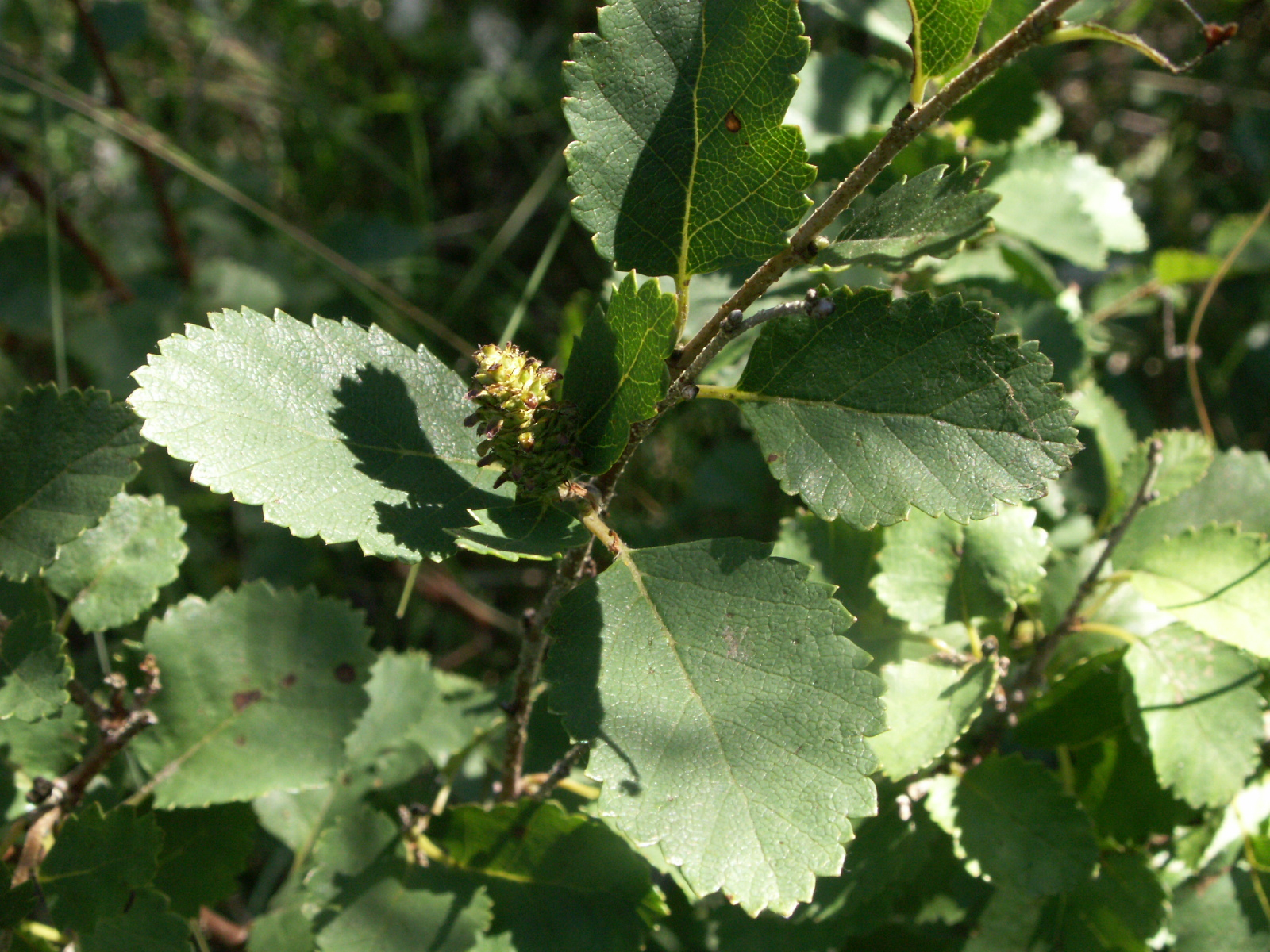